# Giovanni Battista Lamperti

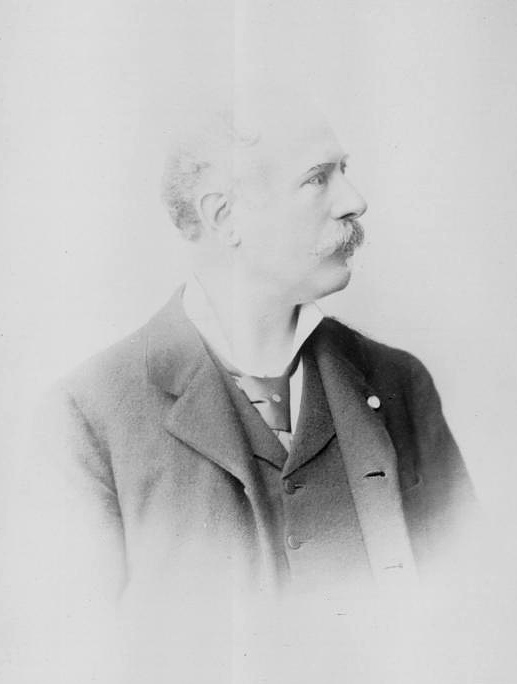
Giovanni Battista Lamperti.

Giovanni Battista Lamperti, född den 18 mars 1839 i Milano, död den 24 juni 1910 i Berlin, var en italiensk sånglärare, son  till Francesco Lamperti, bror till Giuseppe Lamperti. 
Lamperti var verksam i Tyskland en stor del av sitt liv (först i Dresden under tjugo år, därefter i Berlin). Han skrev Die Technik des Bel Canto (1905) med mera. Bland hans elever märks Irene Abendroth, Marcella Sembrich, Ernestine Schumann-Heink, Paul Bulss, Roberto Stagno, David Bispham och Franz Nachbaur.